# 吴海龙
吴海龙（1955年2月—），男，内蒙古察右前旗人，中华人民共和国外交官，曾任中国人民外交学会会长、第十二届全国政协委员，现任中国公共外交协会会长。

## 生平
吴海龙毕业于北京外国语学院。1978年，进入中华人民共和国外交部工作，先后在外交部国际司、常驻联合国亚太经社委会代表处、常驻联合国代表团任职。1996年，任驻以色列大使馆参赞。1999年，任外交部国际司副司长、中国APEC高官。2001年，任外交部驻香港特派员公署副特派员。2005年3月，出任中华人民共和国常驻维也纳联合国和其他国际组织代表。2006年，任外交部国际司司长。2009年，升任部长助理。2012年2月，出任中华人民共和国驻欧盟使团团长。2014年2月，出任中华人民共和国常驻联合国日内瓦办事处和瑞士其他国际组织代表。
2016年，吴海龙离任退休，改任中国人民外交学会会长。2019年，改任中国公共外交协会会长。

## 家庭
已婚，有一女。